# Feistritz bei Anger
Feistritz bei Anger település Ausztriában, Stájerország tartományban, a Weizi járásban. 2015 óta Anger része. Tengerszint feletti magassága 455 méter, területe 8,04 km². Lakosainak száma 1069 fő.